# Элусма, Рональд
Рональд Элусма (фр. Ronald Elusma; 8 сентября 1993, Петит-Ривьер-де-л’Артибонит, Артибонит, Гаити) — гаитянский футболист, вратарь клуба «Дон Боско» и сборной Гаити.

## Клубная карьера
Элусма начал карьеру в клубе «Виктори». Из-за высокой конкуренции в 2014 году он покинул команду и присоединился к «Америке де Ке». Летом 2015 года ушёл в «Валенсию» из Леогана. В начале 2016 года перешёл в «Дон Боско», подписав однолетний контракт.

## Международная карьера
В 2013 году Рональд в составе молодёжной сборной Гаити принял участие в молодёжном чемпионате КОНКАКАФ в Мексике. На турнире он сыграл в матчах против команд США и Коста-Рики.
В 2013 и 2015 годах в составе сборной Гаити Элусма принимал участие в розыгрышах Золотого кубка КОНКАКАФ в качестве запасного вратаря.